# Kazagumo (tàu khu trục Nhật)
Kazagumo (tiếng Nhật: 風雲) là một tàu khu trục thuộc lớp Yūgumo của Hải quân Đế quốc Nhật Bản, từng hoạt động trong Chiến tranh Thế giới thứ hai.
Kazagumo được đặt lườn tại Xưởng đóng tàu của hãng Uraga Dock Company vào ngày 23 tháng 12 năm 1940, được hạ thủy vào ngày 26 tháng 9 năm 1941 và được đưa ra hoạt động vào ngày 28 tháng 3 năm 1942.
Vào ngày 8 tháng 6 năm 1944, Kazagumo hộ tống các tàu tuần dương Myōkō và Haguro từ Davao để hỗ trợ cho các hoạt động chuyển quân tại Biak. Nó trúng phải ngư lôi phóng từ tàu ngầm Hải quân Mỹ Hake, bị chìm ở lối ra vào vịnh Davao, ở tọa độ 06°03′B 125°57′Đ / 6,05°B 125,95°Đ. Tàu khu trục Asagumo đã vớt được 133 người sống sót.
Kazagumo được rút khỏi danh sách Đăng bạ Hải quân vào ngày 10 tháng 7 năm 1944.